# Липки (Львовская область)
Липки (укр. Липки) — село в Шегининской сельской общине Яворовского района Львовской области Украины.
Население по переписи 2001 года составляло 12 человек. В 2019 году в селе зарегистрировано 8 человек. Занимает площадь 0,054 км². Почтовый индекс — 81352. Телефонный код — 3234.